# 버그 추적 시스템

버그 추적 시스템(영어: bug tracking system)은 소프트웨어 개발 프로젝트에서 알려진 소프트웨어 버그를 추적하는 응용 소프트웨어이다. 이슈 추적 시스템의 일종으로 간주할 수 있다.
수많은 오픈 소스 소프트웨어 프로젝트가 사용하는 것들과 같은 수많은 버그 추적 시스템을 통해 최종 사용자가 버그 보고서들을 직접 입력할 수 있다. 다른 시스템들은 소프트웨어 개발을 수행하는 기업이나 단체 내에서 내부적으로만 사용된다. 일반적으로 버그 추적 시스템들은 다른 소프트웨어 프로젝트 관리 응용 프로그램에 통합된다.
버그 추적 시스템은 일반적으로 훌륭한 소프트웨어 개발 인프라의 필수적인 요소이며, 버그나 이슈 추적 시스템을 꾸준하게 사용하는 일은 훌륭한 소프트웨어 팀의 특징들 가운데 하나로 간주된다.

## 같이 보기
- 이슈 추적 시스템
- 보안 소프트웨어